# 高道先
高道先（1901-1943） 中华民国军人，陆军少将。别名化宇，安徽舒城人，黄埔军校第9期步兵一大队学员毕业。 他為中日戰爭期間陣亡的中國軍方高級將領之一。

## 生平
高道先為中華民國國民革命軍高級將領，中日戰爭期間，隸屬山東游擊隊，是為山東鐵道破壞少將總隊長，1943年5月，他陣亡於山東。